# Тайшетлаг
Тайшетла́г (Тайше́тский исправи́тельно-трудово́й ла́герь) — подразделение, действовавшее в структуре Народного комиссариата внутренних дел СССР (НКВД).

## История
Тайшетлаг был создан в 1943 году на базе Южного железнодорожного исправительно-трудового лагеря. В 1945 году он был реформирован в Тайшетский исправительно-трудовой лагерь НКВД для содержания осужденных к каторжным работам и подчинен непосредственно ГУЛАГ НКВД, но уже через несколько месяцев был переведен в свой прежний статус. 
Администрация Тайшетлага дислоцировалась на станции Тайшет, Восточно-Сибирской железной дороги (ныне город с одноименным названием, Иркутская область). Также через железнодорожную станцию Тайшет проезжали заключенные, которых этапировали в Восточную Сибирь и на Дальний Восток.
В 1946 году Тайшетлаг преобразован в Братский исправительно-трудовой лагерь.

## Производство
Основным видом производственной деятельности заключенных было железнодорожное строительство на трассе Тайшет — Братск, лесозаготовки и лесообработка.